# 기니 축구 연맹
기니 축구 연맹(프랑스어: Fédération Guinéenne de Football, FGF)은 기니의 축구를 관장하는 기관이다. 1959년에 설립되었고, FIFA와 1962년에 CAF에 소속되어 있다. 국가 축구 리그와 월드컵에 진출한 적이 없는 국가대표팀을 조직한다.

## 같이 보기
- 아프리카 축구 연맹
- 서아프리카 축구 연맹
- 기니 축구 국가대표팀
- 기니 여자 축구 국가대표팀